# Colômbia nos Jogos Olímpicos de Verão de 2004
A Colômbia competiu nos Jogos Olímpicos de Verão de 2004, em Atenas, na Grécia.

## Medalhistas

### Bronze
- Ciclismo - Corrida individual por pontos feminino: María Luisa Calle
- Levantamento de peso - Galo (até 53 kg) feminino: Mabel Mosquera